# Елефтерохори
Елефтерохори (грч. Ελευθεροχώρι) је насељено место у општини Пела у периферији Средишња Македонија, Грчка. Према попису из 2021. године било је 150 становника.
Елефтерохори је изграђен 1924. године у близини некадашњег словенског села Железово, где су смештене грчке избеглице. На попису из 1928. године имало је 173 становника. У зиму 1944. године село је било запаљено од стране немачког окупатора. Након што се стање нормализовало, локални мештани су се вратили и обновили село на другој локацији, нешто јужније од старе локације.